# Sibel Özkan
Sibel Özkan (* 3. März 1988 in Afyonkarahisar) ist eine türkische Gewichtheberin in der Gewichtsklasse bis 48 kg.

## Karriere
Bei den Juniorenweltmeisterschaften 2005 in Busan (Südkorea) erreichte sie erstmals mit dem 4. Platz eine Topplatzierung. Bei den Europameisterschaften 2005 in Sofia erreichte sie den 6. Platz. Bei den Europameisterschaften 2006 in Straßburg erreichte sie den 5. Platz. 2007 wurde sie Juniorenweltmeisterin bei den Juniorenweltmeisterschaften 2007 in Prag und erreichte bei den Weltmeisterschaften in Chiang Mai (Thailand) den vierten Platz. Bei den Europameisterschaften 2008 in Lignano gewann sie im April 2008 die Silbermedaille hinter ihrer Teamkollegin Nurcan Taylan. In Cali (Kolumbien) konnte sie im Juni 2008 bei den Juniorenweltmeisterschaften ihren Titel als Juniorenweltmeisterin verteidigen.

## Doping
Bei den Olympischen Spielen 2008 in Peking gewann Özkan die Silbermedaille hinter der Chinesin und Dopingsünderin Chen Xiexia. Bei einem nachträglichen Test 2016 wurde Özkan allerdings selbst des Dopings mit Stanozolol überführt und ihre Medaille vom IOC aberkannt. Da auch ihre Konkurrentin Chen Xiexia gedopt gewesen war, musste das Endergebnis dieses Wettkampfs vollkommen neu geschrieben werden.

## Privates
Im Juli 2009 heiratete Özkan den türkischen Gewichtheber Ömer Öz und nahm zusätzlich seinen Nachnamen an. Im selben Jahr trennte sich das Paar wieder.

## Bestleistungen
- Reißen: 89 kg in der Klasse bis 48 kg bei den Weltmeisterschaften 2009 in Goyang (3. Platz)
- Stoßen: 117 kg in der Klasse bis 48 kg bei den Weltmeisterschaften 2009 in Goyang, damit Weltmeisterin 2009
- Zweikampf: 206 kg (89 kg/ 117 kg) in der Klasse bis 48 kg bei den Weltmeisterschaften 2009 in Goyang (2. Platz)